# Adrián Estrada
Adrián Estrada is een Nederlandse onderzoeksjournalist. Voor onderzoeksplatform Investico schrijft hij onder andere over milieu, natuur en ruimte. Estrada schrijft ook voor bladen als Algemeen Dagblad, Trouw en De Groene.

## Carrière
In 2011 begon Estrada aan een minorstudie Minor, Aerospace, Aeronautical and Astronautical Engineering in Madrid. 
Na een studie Luchtvaart- en Ruimtevaarttechniek en Werktuigbouwkunde aan de TU Delft (2008-2016) werkte hij aan econometrische rekenmodellen voor het ministerie van Infrastructuur en Waterstaat. 
Na in 2018 een jaar Journalistiek voor academici te hebben gestudeerd aan de Hogeschool Utrecht werd hij in 2020 onderzoeksjournalist voor Investico, het platform voor onderzoeksjournalistiek. Bij deze masterclass ontmoette hij Felix Voogt, met wie hij onderzoek deed naar onderzoek naar het aantal stalbranden in Nederland.

## Erkenning
Zijn onderzoeken naar stalbranden en de stikstofcrisis werden meermaals genomineerd voor de journalistieke prijzen De Tegel en De Loep. 
In 2020 was hij winnaar van de journalistieke prijs De Tegel in de categorie Datajournalistiek. Hij kreeg de prijs samen met Felix Voogt en Evert de Vos voor hun diepgravend onderzoek naar vervuilende boerderijen die relatief sterk bijdroegen aan de stikstofcrisis met als titel In de stikstofcrisis is niet elk dier gelijk.
In datzelfde jaar won hij De Loep aanmoedigingsprijs voor Het stikstofprobleem van de Nederlandse veehouderij dat hij wederom samen met Felix Voogt maakte. Zij ontdekten 25 veeteeltbedrijven die vele malen meer stikstof uitstootten dan duizenden andere boerenbedrijven tezamen. 
Met de uitkoop van deze meest vervuilende bedrijven zou de stikstofcrisis zijn verholpen. De jury beschreef hoe hun onderzoek "op overtuigende wijze aantoonde hoe het komt dat de Nederlandse overheid weinig resultaat heeft".

## Prijzen
- De Tegel 2020
- De Loep 2020